# Šárka (Vrchlický)
Šárka je epická báseň Jaroslava Vrchlického obsažená v 1. cyklu Mythů. Ve čtyřech zpěvech je zde zpracována pověst o dívčí válce. Podnětem ke zpracování námětu prý byla pro Vrchlického přátelská soutěž s Juliem Zeyerem, existují však doklady o tom, že o této látce uvažoval již dříve.

## Stručné shrnutí děje
Šárka s pomocí bojovnic z Vlastina voje přichystá pomstu Ctiradovi, který se jí předtím pokoušel zmocnit v lese. Dívky Ctirada zajmou ve spánku a odnesou si ho na Děvín. Později je Ctirad zabit – vpleten v kolo. Umírá také Šárka.

## Postavy
- Šárka - krásná dívka, u níž touha po pomstě zvítězí nad touhou po milovaném muži.
- Ctirad - rytíř, který touží po Šárce, je však odmítnut, a proto se jí chce zmocnit v lese násilím.
- Vlasta - vůdkyně ženského voje vynikající „mužnou silou“. Tyranská vládkyně, která nepřipustí konkurenci: k Šárce cítí žárlivost jednak jako žena (ve vztahu ke Ctiradovi), jednak jako vládkyně, jejíž prvenství je ohroženo Šárčinou mstou na Ctiradovi.
- Bivoj - silný muž, který přemůže Ctirada. Je skeptický k pohanskému náboženství, jeho smýšlení je spíše filozofické.
- Kaša - žena, která žije ve sluji s Bivojem, stále vyznává pohanské náboženství.

## Obsah

### I. zpěv
Šárka se v lese setkává se Ctiradem. Ctirad Šárku přemůže a přiváže ji ke stromu. Vzpomene si totiž na nedávnou Šárčinu urážku a na její odmítnutí:

„Jen zavírej své oči, znáš mne dobře!

Jen vzpomeň si, jak na kněžně jsem žádal

kdys ruku tvou na zlatém Vyšehradě

a kněžna svolila; ty odmítla jsi,

pak vytáčejíc ženskou lstí svou zlobu

jsi řekla: ,chci mít silného jen muže,

tak silného, jak Bivoj, ba i více.

Kdo přemůže mne před kněžninou tváří,

ať učiní mne ženou, otrokyní!‘ (…)“

Přichází však Bivoj a vyčítá Ctiradovi, že dokázal svou sílu na bezbranné dívce. Vyzývá ho k boji, ve kterém zvítězí. Ctiradovi daruje život, Šárku osvobodí.

### II. zpěv
Šárka se opět prochází lesem a přichází na místo, kde se jí Ctirad pokoušel zmocnit. Právě tam se chce Ctiradovi pomstít. V tom jí pomohou dívky z Vlastina voje. Nechá se přivázat ke stromu a v letním žáru očekává příjezd Ctirada a jeho družiny. Když Ctirad přijede, Šárka mu řekne, že ji v lese napadl voj Vlasty a přivázal ke stromu. Prosí ho, aby ji vysvobodil. Ctirad se ujišťuje, že mu Šárka odpustila to, jak se na ní provinil a osvobodí ji. Vypije dívkami připravenou medovinu a usíná s hlavou na dívčině klíně. Šárka cítí však kromě touhy po pomstě také lásku ke Ctiradovi, proto na okamžik zaváhá, avšak nakonec zatroubí na roh, což je smluveným signálem pro ostatní dívky, které zbijí spící Ctiradovy druhy a samotného Ctirada si odvedou na hrad.
„Les náhle ožil. Kolem dívek davy 

na spící padly druhy Ctiradovy

a zbily je; on ještě v spaní svázán a odveden ve jásotu a hluku.

Zas ticho v lese. Bez pohnutí tráva

i snět i lupen; jen pod starým dubem 

se choulí Šárka v zedranou svou řízu,

a zářné slunce ani nevidělo,

jak rve si vlasy a jak hořce pláče.“

### III. zpěv
O činu Šárky se brzy dozví celý Děvín a je všemi obdivován. Vládkyně Vlasta pociťuje k Šárce žárlivou nenávist. Při slavnosti si dívky nechají zavolat Ctirada. První k němu přistoupí Vlasta, připomíná mu, že kdysi odmítal její lásku, a proto se mu nyní mstí. Uhodí ho a do obličeje mu chrstne pohár vína. To poté učiní také ostatní dívky. Přichází Šárka a vyjadřuje nesouhlas s jednáním ostatních žen:
„Pryč, z cesty, stranou, Ctirad je mým vězněm.

Já první právo mám se mstíti na něm.

Ó, hanba, hanba! Kde hřmí vlny boje,

tam s mužem měřte malichernou sílu – 

však spoutaný když stal se vaším plenem,

tu mějte úctu, když vám soucit chybí.

Já první měla právo v tvář jej bíti

neb v obličej mu chrlit plný pohár,

neb šat drát s něho jak vlčice lačná;

i slušelo se mne zavolat první,

bych svoji křivdu první mohla mstíti.

Ó Vlasto, špatná je v tvém voji kázeň!“

Šárka vysvětluje, proč se Ctiradovi pomstila a říká Vlastě, že chtěla pro něj přísný trest, nikoli pohanění. Vlasta tedy rozhodne, že dalšího dne bude Ctirad na valech Děvína vpleten do kola.
V noci se Šárka s Vlastou potkává blízko místa, kde je vězněn Ctirad. Šárka Vlastu prosí, aby Ctiradovi darovala život. Nabízí za to svůj odchod z hradu, ba dokonce svůj život. Vlasta je neústupná, Ctirada však rovněž miluje a stráví s ním ve vězení noc. Šárka se rozhodne zradit ženy a prozradit jejich úkryt Přemyslovu vojsku, s nímž měl nastat dalšího dne rozhodný boj.

### IV. zpěv
Čtvrtý zpěv se odehrává ve sluji Bivoje a Kaši. Bivoj se vyjadřuje skepticky k pohanskému náboženství, které dosud Kaša vyznává:
„Rci, Kašo, sama, zjevili se tobě?

Nač mléko s medem podáváš jim v oběť?

Kde jsou, by mocným promluvili hlasem?

Jen přeludy si bludný člověk smyslil,

jen jedno jest, ta veliká a hrozná

kol příroda, ten vesmír beze hrází.“
Venku burácí bouře a ve sluji se objevuje Šárka, rozcuchaná, s rozedraným šatem a zkrvavenou nohou. Vyznává se Bivojovi a Kaše ze své lásky ke Ctiradovi, z toho, že vyzradila Přemyslovu vojsku vchod na Děvín a slabé stráže hradu. Ráno se pak dostala k mrtvému Ctiradovi:
„Tu v mdlobách klesla jsem pod děsné kolo,

sloup šibenice objímala v slzách

a s hlasným pláčem svíjela se v prachu, 

co zatím z hlavy jeho na kůl vbité,

jež trčela nad rozlámaným tělem 

krev v hustých kapkách padala, tak zvolna,

tak odměřeně na mou šíj, mé čelo.

I cítila jsem plamen lásky v duši,

jak žíhal mne, v mých očích tryskly slzy

a vzdechy v ňadrech – jen ty kapky krve

tak zdlouhavě, jak déšť, jenž zjara padá,

mně pokrývaly ruce, vlasy, spánky.“

Děvín byl dobyt Přemyslovým vojskem a Vlasta i další ženy umírají. Ve sluji umírá také Šárka, ráno ji Bivoj spálí na hranici. V závěru básně tak dochází ke zklidnění vášnivého děje – Bivoj zůstává u hranice sedět až do západu slunce.
„A skácela se; hostinný klín Kaši

ji zachytil. Však darmo; duše prchla

jí hrdlem táhlým z opuštěných ňader.

Déšť šuměl v listí, noc se vlekla v stínech

jak v hadrech stařena, jež nocleh hledá.

Na klíně nesla Kaša mrtvou Šárku

jak děcko dlouhým během unavené;

před slují seděl Bivoj, ani nezved

zrak sklopený, tak očekával jitro.

A když se sneslo k porosené trávě,

vzal mrtvou Šárku na mohutná bedra,

nes lesem ji a na nejvyšší skále,

jež černé hroty pozvedala v azur,

ji spálil na hranici. Klidným okem

kouř této žertvy stíhal na obzoru,

tam zůstal sedět, až zapadlo slunce.“

## Charakteristika básně
„Vzrušená smyslová plnost a obrazotvorně rozvitá básnická řeč umožňují Jaroslavu Vrchlickému rekonstruovat pověst v pohnuté drama.“ Velký prostor je věnován popisu Šárčina citového rozporu i citům dalších postav, klíčové momenty děje se odehrávají na ploše několika málo veršů. Báseň je psána nerýmovaným jedenáctislabičným veršem. 